# アセンション郡 (ルイジアナ州)
アセンション郡（英: Ascension Parish）は、アメリカ合衆国ルイジアナ州の中央部に位置する郡である。人口は12万6500人（2020年）。州内で最も人口成長率の高い郡の1つである。郡庁所在地はドナルドソンビルであり、同郡で人口最大の町はゴンザレスである。
アセンション郡はバトンルージュ都市圏に属している。

## 歴史
南北戦争の間、南軍の大きな心配事は脱走だった。ヘンリー・ワトキンス・アレンは州知事になる前に、バイユータッシェ周辺で8,000人以上の脱走者と徴兵忌避者がいると報告した。リビングストン郡、セントタマニー郡およびアセンション郡では1,200人ほどの脱走兵がいた。郡内の農園主は後にゲリラによる襲撃に苦情を言った。1864年、農園主のW・R・ホッジスが兵士達に農耕中の畑をそのような攻撃から守るよう要求した。歴史家のジョン・D・ウィンターズはその著作『ルイジアナ州における南北戦争』で、北軍の兵士が「意のままに彷徨し、...見つけたものは何でも自分のものにする」と非難されたと説明している。

## 政治
アセンション郡は昔から民主党の地盤だったが、昔からの住民が民主党の国政に不満を抱くようになり、新しく入ってきた住民は政治的に保守派だったので、共和党の地盤に変わってきた。2000年以降、郡内で14,000人以上の有権者が新たに登録され、そのうち1,000人足らずしか民主党を支持していない。
登録有権者の数では民主党が28,181人と共和党の16,218人を上回っている。この他、州法で認められる「無党派」も13,052人いる。郡登録官のロバート・ポシェは、2007年の「アドボケイト」紙で「無党派の人々の投票動向は保守的になることを歴史が示している」と語った。
アセンション郡には独立はとして登録した有権者も少数だがいる。2007年4月時点で、リバタリアン党31人、改革党33人がいた。この時点の総登録者数は58,221人だった。

## 地理
アメリカ合衆国国勢調査局に拠れば、郡域全面積は303平方マイル (785 km2)であり、このうち陸地292平方マイル (756 km2)、水域は11平方マイル (28 km2)で水域率は3.75％である。

### 主要高規格道路
- 州間高速道路10号線
- アメリカ国道61号線
- ルイジアナ州道1号線
- ルイジアナ州道16号線
- ルイジアナ州道18号線
- ルイジアナ州道73号線
- ルイジアナ州道22号線
- ルイジアナ州道30号線
- ルイジアナ州道42号線
- ルイジアナ州道44号線

### 隣接する郡
- イーストバトンルージュ郡 - 北
- リビングストン郡 - 北東
- セントジョンザバプテスト郡 - 東
- セントジェームズ郡 - 南東
- アサンプション郡 - 南西
- アイバービル郡 - 西

## 人口動態
以下は2000年の国勢調査による人口統計データである。
| 基礎データ - 人口: 76,627人 - 世帯数: 26,691 世帯 - 家族数: 20,792 家族 - 人口密度: 101人/km2（263人/mi2） - 住居数: 29,172軒 - 住居密度: 39軒/km2（100軒/mi2） 人種別人口構成 - 白人: 77.39% - アフリカン・アメリカン: 20.28% - ネイティブ・アメリカン: 0.27% - アジア人: 0.34% - 太平洋諸島系: 0.02% - その他の人種: 0.99% - 混血: 0.70% - ヒスパニック・ラテン系: 2.46% 言語別人口構成 - 英語: 94.46% - フランス語またはケイジャン・フランス語: 2.76% - スペイン語: 2.41% 年齢別人口構成 - 18歳未満: 30.1% - 18-24歳: 9.5% - 25-44歳: 32.6% - 45-64歳: 20.2% - 65歳以上: 7.7% - 年齢の中央値: 32歳 - 性比（女性100人あたり男性の人口） - 総人口: 96.9 - 18歳以上: 93.5 | 世帯と家族（対世帯数） - 18歳未満の子供がいる: 42.5% - 結婚・同居している夫婦: 60.1% - 未婚・離婚・死別女性が世帯主: 13.3% - 非家族世帯: 22.1% - 単身世帯: 18.3% - 65歳以上の老人1人暮らし: 5.9% - 平均構成人数 - 世帯: 2.85人 - 家族: 3.25人 収入と家計 - 収入の中央値 - 世帯: 44,288米ドル - 家族: 50,626米ドル - 性別 - 男性: 41,109米ドル - 女性: 23,054米ドル - 人口1人あたり収入: 17,858米ドル - 貧困線以下 - 対人口: 12.9% - 対家族数: 10.7% - 18歳未満: 16.3% - 65歳以上: 15.4% |

## 都市と町

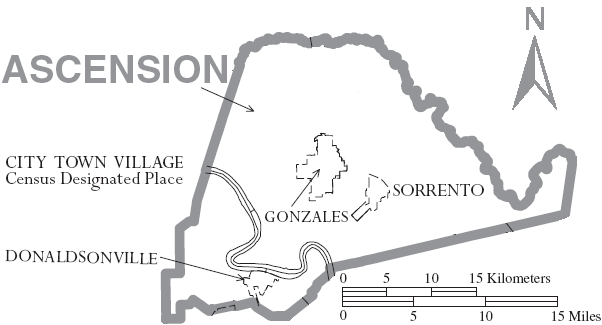
アセンション郡郡図

| - ドナルドソンビル - 郡庁所在地 - ゴンザレス - ソレント |

### 未編入の町
未編入の町はアベンドなど41を数える。

## 水路
郡内を流れる水路としては、アリゲーター・バイユー、エイミート川、バイユー・マンチャック、バイユー・ラフォーシュ、ミシシッピ川、ニュー川、スパニッシュ湖など数多くのものがある。

## 教育
アセンション郡教育委員会が地元の公立学校を運営している。他に私立学校もある。

## メディア
アセンション郡の2つの都市、ドナルドソンビルとゴンザレスでそれぞれ新聞が発行されている。ゴンザレス・ウィークリー・シティズンは各週発行の新聞であり、ゴンザレス・ウィークリーとアセンション・シティズンが合併して作られた。ドナルドソンビル・チーフは1871年創刊であり、郡内でも最も長く継続して発行を続けている。
AMラジオ局がドナルドソンを本拠にしている。これと www.globalradiokkay.com が地元牧師と教会からのプログラムや、高校スポーツの番組を流している。